# 캡틴 츠바사

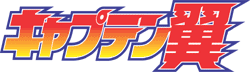

캡틴 츠바사(キャプテン翼)는 다카하시 요이치(高橋陽一)의 축구 만화로 소년 점프의 대표작이다. 1981년부터 1988년까지 연재되었으며 총 37권 완결이다. 하지만 이후로도 잡지를 옮겨가며 후속 시리즈를 계속 연재했기 때문에 실상은 아직 미완이다. 내용은 쭉 이어지지만 단행본 권수가 너무 많아지는 것을 경계해 2005시즌마다 스페이스툰 부제가 다르다. 월드 유스 사가, 로드 투 2002, 로드 투 드림, 골든 23등의 후속작이 존재한다.